# بابی کوم
بابی کوم (انگلیسی: Bobby Combe; ۲۹ ژانویهٔ ۱۹۲۴ – ۱۹ ژانویهٔ ۱۹۹۱) بازیکن فوتبال اهل اسکاتلند بود.
از باشگاه‌هایی که در آن بازی کرده‌است می‌توان به باشگاه فوتبال هیبرنین و باشگاه فوتبال دومبارتون اشاره کرد.
وی همچنین در تیم ملی فوتبال اسکاتلند بازی کرده‌است.